# Maurizio Sabatini (politico)
Maurizio Sabatini (Roma, 7 agosto 1947 – 24 dicembre 2017) è stato un politico italiano, sindaco della città di Varese dal 1985 al 1990.

## Biografia
Militante in Gioventù Studentesca, diventa in seguito uno dei referenti di Comunione e Liberazione di Varese. Esponente democristiano venne eletto sindaco della città lombarda. Alla conclusione del suo mandato venne inquisito nel periodo di Mani pulite e successivamente condannato.